# Лебанон Тауншип (Нью-Джерсі)
Лебанон Тауншип (англ. Lebanon Township) — селище (англ. township) в США, в окрузі Гантердон штату Нью-Джерсі. Населення — 6195 осіб (2020).

## Демографія
Згідно з переписом 2010 року, у селищі мешкало 6588 осіб у 2296 домогосподарствах у складі 1760 родин. Було 2439 помешкань
Расовий склад населення:
| - 95,0 % — білих - 1,7 % — чорних або афроамериканців - 1,5 % — азіатів - 0,1 % — вихідців з тихоокеанських островів - 0,1 % — корінних американців |

До двох чи більше рас належало 1,1 %. Частка іспаномовних становила 3,1 % від усіх жителів.
За віковим діапазоном населення розподілялося таким чином: 22,6 % — особи молодші 18 років, 62,2 % — особи у віці 18—64 років, 15,2 % — особи у віці 65 років та старші. Медіана віку мешканця становила 45,4 року. На 100 осіб жіночої статі у селищі припадало 99,1 чоловіків;  на 100 жінок у віці від 18 років та старших — 98,0 чоловіків також старших 18 років.
Середній дохід на одне домашнє господарство  становив 145 783 долари США (медіана — 106 156), а середній дохід на одну сім'ю — 161 896 доларів (медіана — 126 250). Медіана доходів становила 91 886 доларів для чоловіків та 44 618 доларів для жінок. За межею бідності перебувало 3,0 % осіб, у тому числі 1,4 % дітей у віці до 18 років та 2,6 % осіб у віці 65 років та старших.
Цивільне працевлаштоване населення становило 3625 осіб. Основні галузі зайнятості: освіта, охорона здоров'я та соціальна допомога — 24,5 %, роздрібна торгівля — 17,6 %, науковці, спеціалісти, менеджери — 15,1 %.